# Fagot

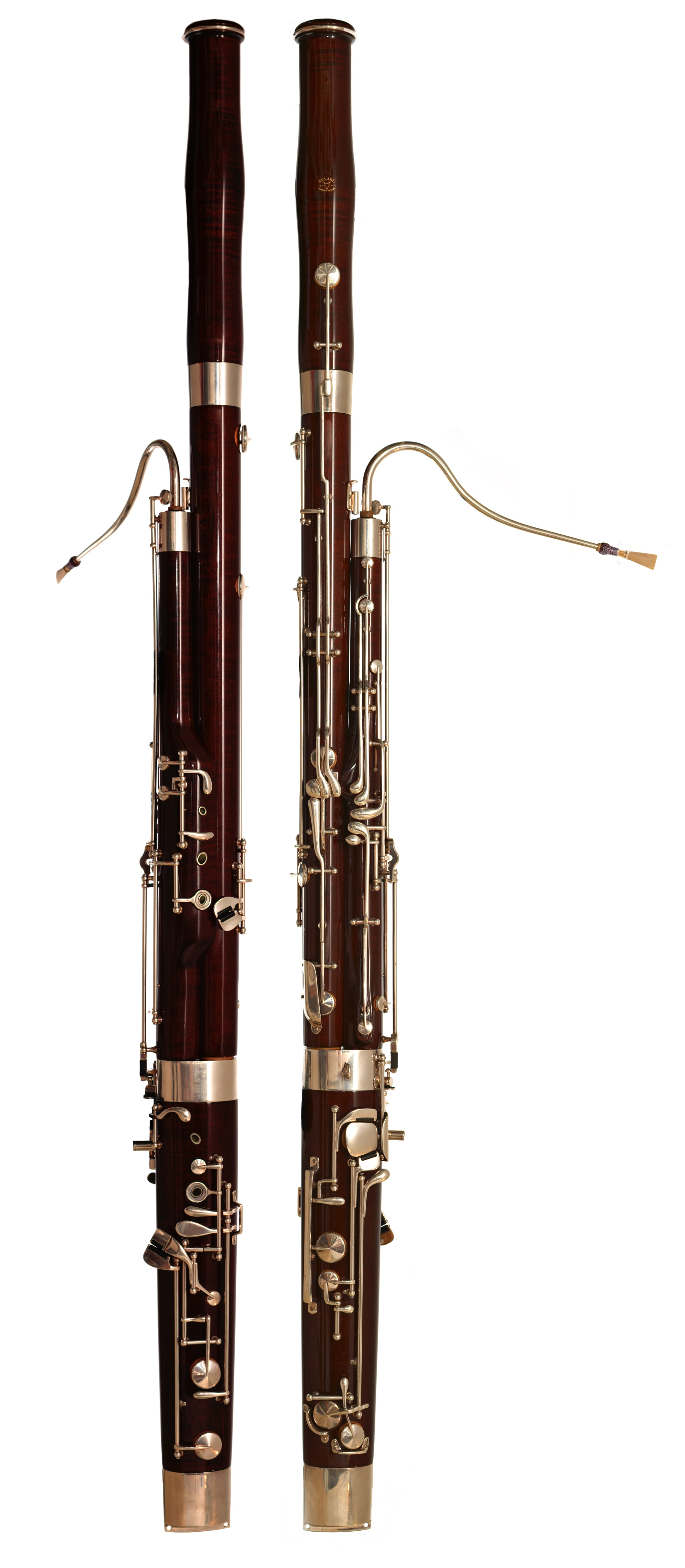
Fagot

Fagotul este un instrument de suflat din lemn, cu ancie dublă, în do, basul din familia oboiului. Tubul principal este dublat de un tub suplimentar, îndoit la capăt, de circa 2,5 m lungime și are o tonalitate gravă, bogată. Repertoriul concertelor pentru fagot pornește de la începuturile barocului ajungând, prin Vivaldi, Mozart și Dukas, până la Stockhausen.